# Markella Kavenagh
Markella Kavenagh   (30 de gener de 2000) és una actriu australiana. Els seus papers inclouen Picnic at Hanging Rock (2018), Romper Stomper (2018), The Cry (2018), True History of the Kelly Gang (2019), My First Summer (2020) i The Gloaming (2020). El seu treball més notable fins ara és pel seu paper protagonista com la peupilosa Elanor "Nori" Brandipeu en dues temporades d'El Senyor dels Anells: Els anells de poder (2022-present).
El 2018, Kavenagh va interpretar a Myrtle al costat de Natalie Dormer i Samara Weaving a la sèrie de misteri australiana Picnic at Hanging Rock (2018), i va protagonitzar Cindi en sis episodis de Romper Stomper,
El mateix any va aparéixer com Chloe al costat de Jenna Coleman a The Cry (2018), després va aconseguir el seu primer paper a una pel·lícula com a Jane Cotter a True History of the Kelly Gang (2019).
El 2020, va aparéixer com a Claudia a My First Summer i com a Daisy Hart per a 8 episodis de The Gloaming (2020).
Va ser elegida des del principi com Elanor "Nori" Brandipeu a la sèrie d'Amazon Prime Video El Senyor dels Anells: Els anells de poder (2022-2024), convertint-se en la primera actriu que es va incorporar al projecte.